# ポルト・ド・ソン

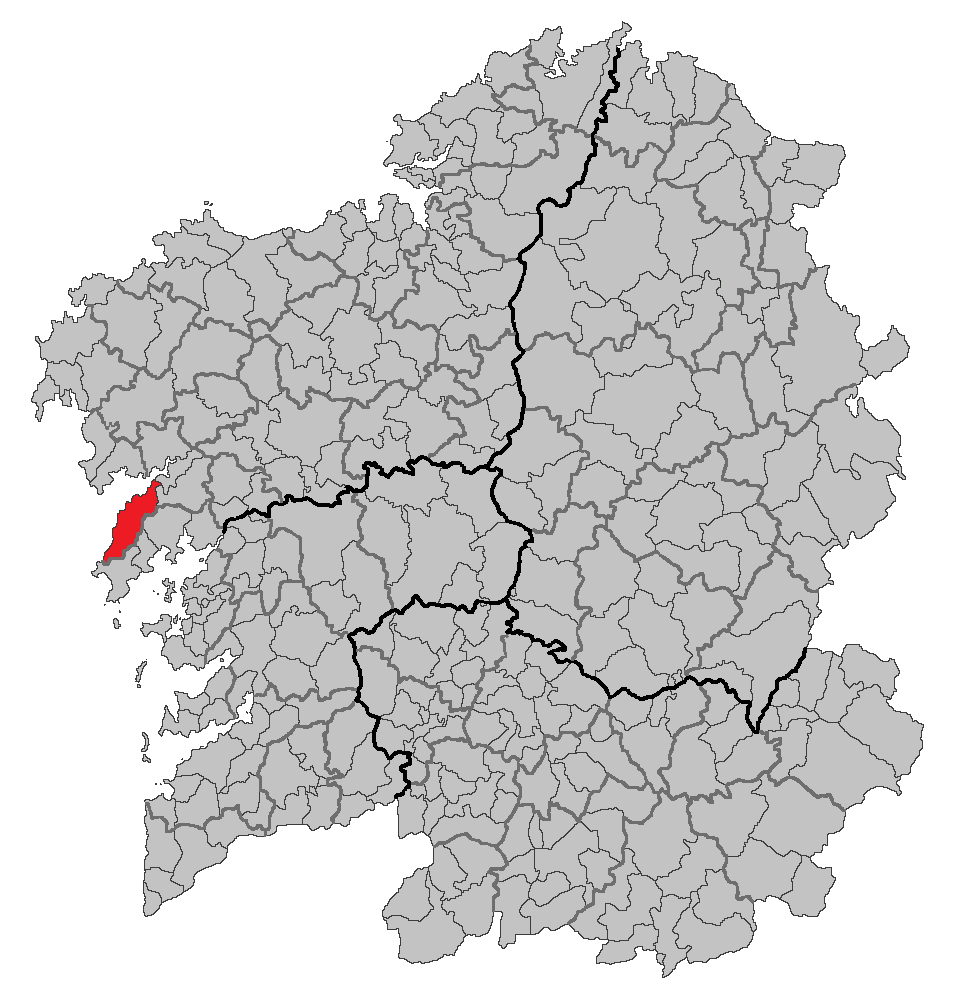

ポルト・ド・ソン（Porto do Son）は、スペイン、ガリシア州、ア・コルーニャ県の自治体、コマルカ・デ・ノイアに属する。市の中心はノアル教区にある同名の地区である。自治体内にはカストロ・デ・バローニャがある。2009年の人口は9,867人で、2008年は9,845人で、わずかに増加している（2008年：9,845人、男性:4,881人、女性:4,964人、2007年:9,899人、2006年:10,025人、2005年:9,990人）である。住民呼称は男女同形で、sonense。カスティーリャ語による表記はPuerto del Son（プエルト・デル・ソン）。
ガリシア語話者の自治体住民に占める割合は98.48％（2001年）。 

## 地理
ポルト・ド・ソンはバルバンサ半島の北西部に位置し、北はリア・デ・ムーロス・エ・ノイア（ムーロス・ノイア湾）に面し、南はボイロとア・ポブラ・ド・カラミニャル、西はノイアとロウサーメ、西はリベイラの各自治体と隣接している。
バルバンサ半島は非常に起伏に富んでいて、ポルト・ド・ソンも例外ではない。山は、ほぼすべての自治体領域で、海岸近くまで迫っており、そのため住民は、狭い海岸地帯のほぼ全域に集中して居住している。

## 人口
1900年以降の人口の変遷を比べてみると、1900年時点で9,244人、2005年時点で9,990人で、ポルト・ド・ソンの人口はあまり、変化がないといえる（多くのガリシアの自治体の人口変動に比べ）。人口は20世紀半ばまでは微増していたが、その後暫時微減傾向にある。これは、出生率の低下と、ガリシアの多くの自治体に共通してみられる、他地域、州外、国外への移民によるものである。

## 経済
2001年時点でのポルト・ド・ソンの労働力人口は45.2％、失業率は9.1％となっている。産業別にみると、第三次産業従事者の割合が最も大きく、42.3％を占め、次いで、第二次産業、特に建設業で、33％、第一次産業従事者は24％で、その多くが漁業に従事している。

## 政治
2007年の自治体選挙の結果、自治体首長はガリシア社会党（PSdeG-PSOE）のフアン・パストール・ロドリゲス・サンタマリーア（Juan Pastor Rodríguez Santamaría）で、自治体評議員はガリシア国民党（PPdeG）:6、ガリシア社会党:5、ガリシア民族主義ブロック（BNG）:4、IXPDOS（Independientes por Porto do Son）:1、A.V.S.（Alternativa Veciñal de Porto do Son）:1となっている。 

## 教区
ポルト・ド・ソンは10の教区に分けられている。
- バローニャ（サン・ペドロ）
- カーマーニョ（サンタ・マリーア）
- ゴイアンス（サン・サドゥルニーニョ）
- ミニョルトス（サン・マルティーニョ）
- ネブラ（サンタ・マリーア）
- ノアル（サン・ビセンテ）
- ケイルーガ（サント・エステーボ）
- リバシエイラ（サン・フィンス）
- サン・ペドロ・デ・ムーロ（サン・ペドロ）
- シューニョ（サンタ・マリーニャ）

## ギャラリー

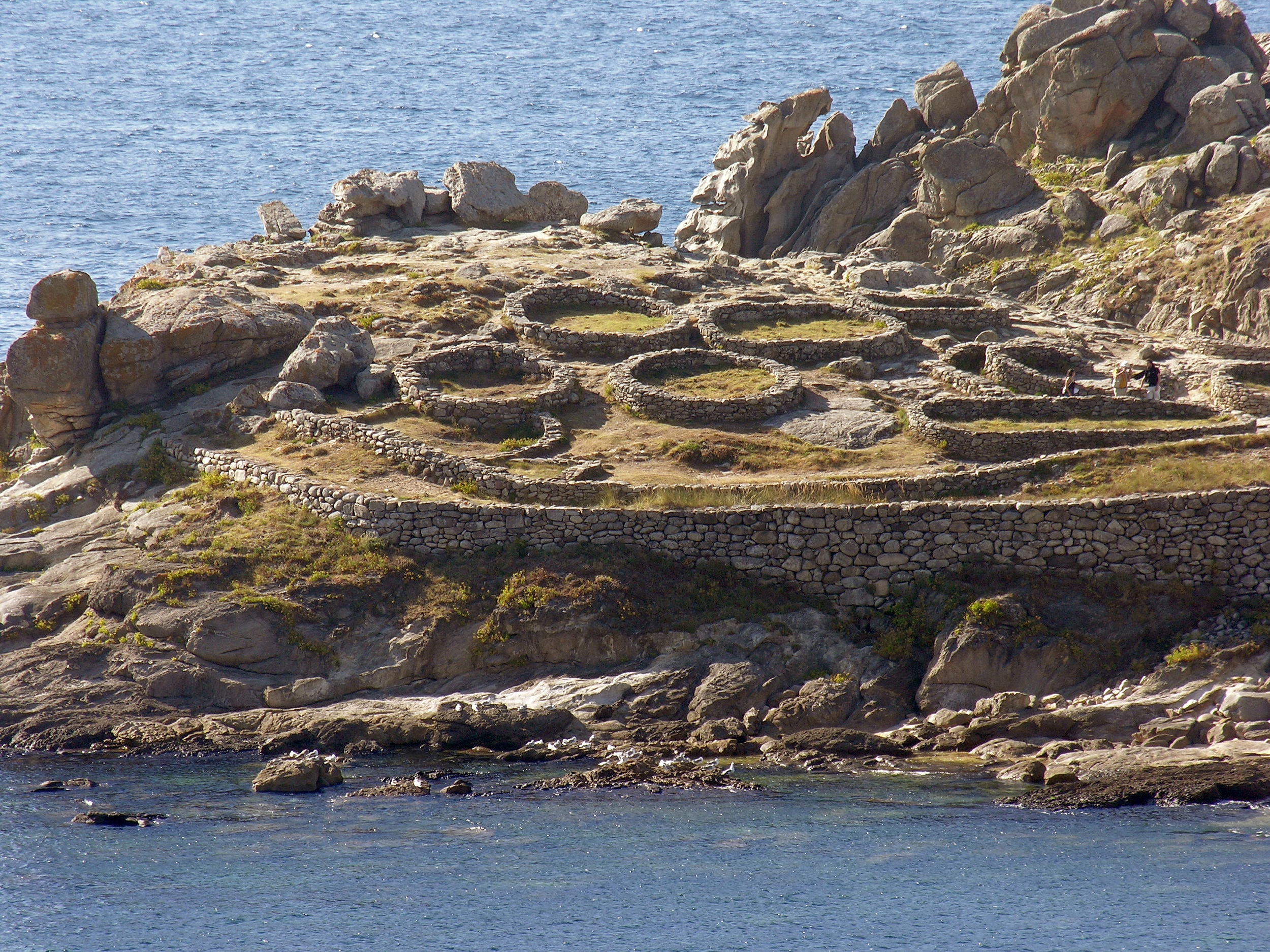
カストロ・デ・バローニャ
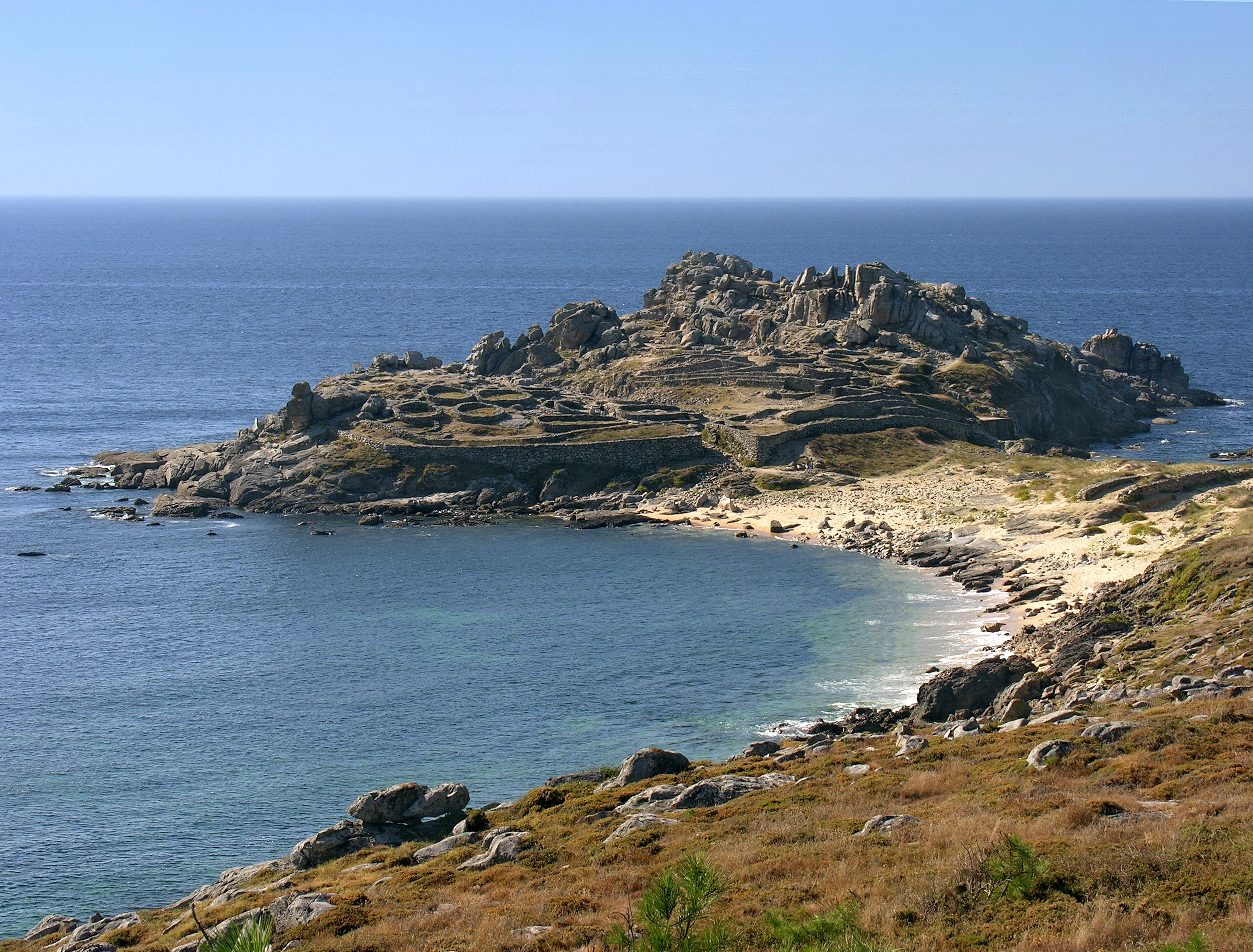
カストロ・デ・バローニャ全景
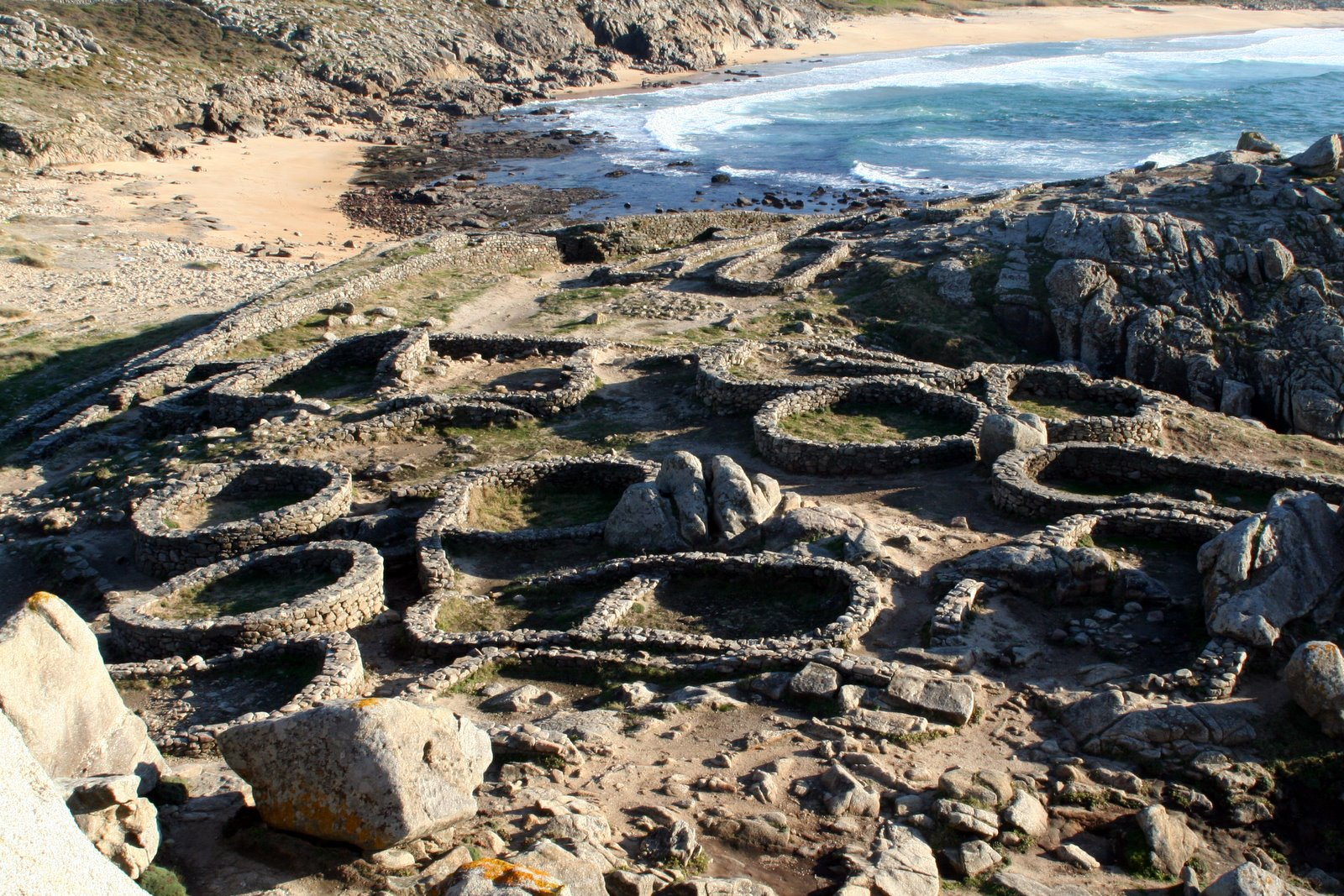
カストロ・デ・バローニャ
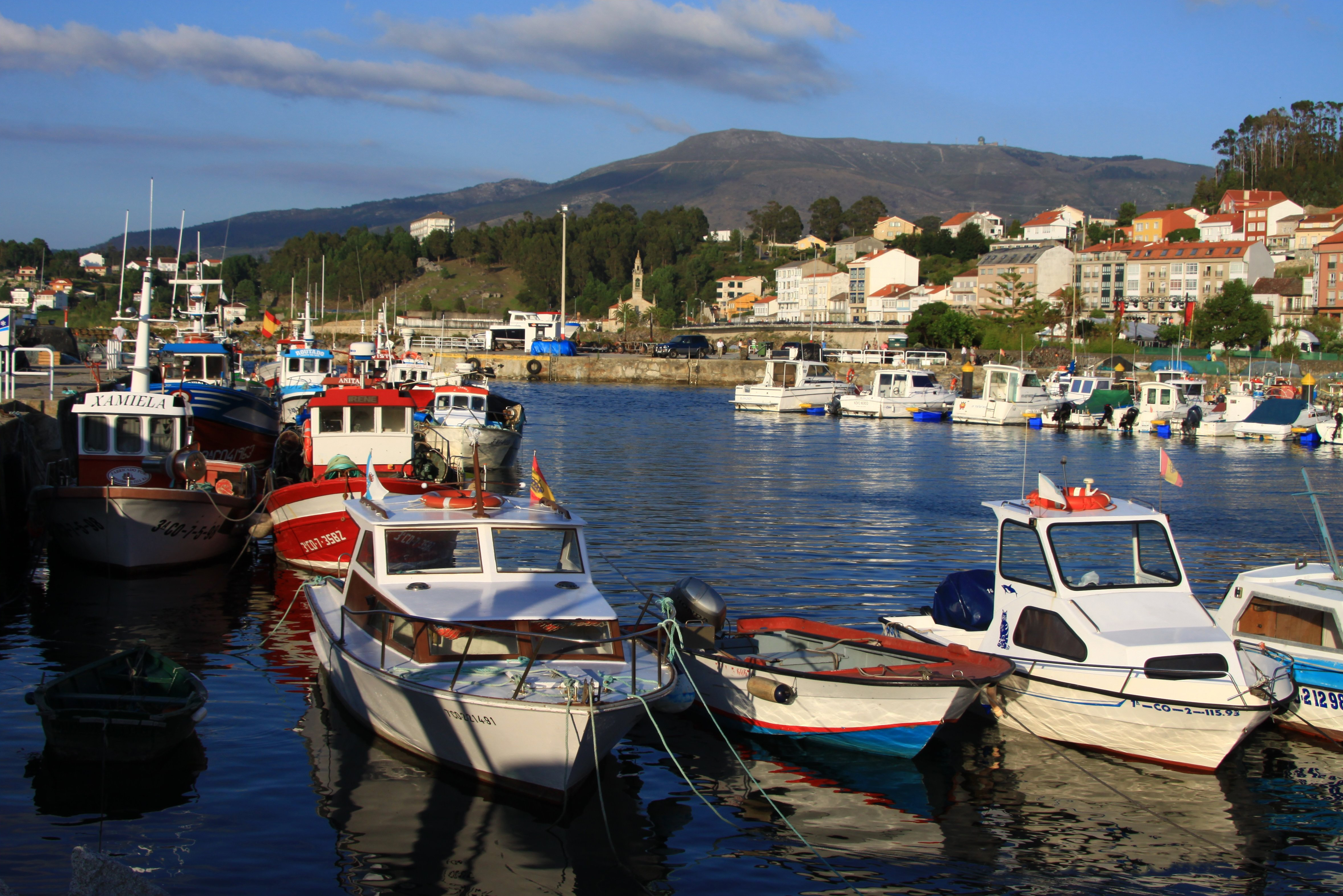
港

## 出身著名人
- ダビ・ビダル（1950年 - ）- 元サッカー選手